# 무안 청천리 팽나무와 개서어나무 숲
무안 청천리 팽나무와 개서어나무숲은 대한민국의 천연기념물이다. 원래 명칭은 '무안 청천리의 팽나무와 개서어나무의 줄나무'였으나 2008년 4월 명칭이 변경되었다.